# Высшая лига КВН 2011
Сезон Высшей лиги КВН 2011 года — 25-й сезон с возрождения телевизионного КВН в 1986 году. В связи с 50-летием Клуба, было принято решение этот сезон провести по расширенной схеме. Количество игр возросло с 8 до 10 благодаря прибавлению одной игры к стадиям 1/8-й и 1/4-й финала, но поскольку АМиК не получил два дополнительных эфира для игр Высшей лиги, пришлось пожертвовать эфирами Фестиваля «КиВиН 2011» (первый тур которого, тем не менее, впервые транслировался в прямом эфире на портале www.kvn.ru) и Летнего кубка КВН, который, в отличие от фестиваля «КиВиН», не проводился вообще.
В сезон были приглашены 20 команд — рекорд для Высшей лиги, но позже к этой двадцатке прибавилась ещё одна — «Станция Спортивная», не участвовавшая в Сочинском фестивале. О её возможном участии в сезоне ходили слухи со времени проведения второй игры, и они подтвердились за несколько дней до четвёртой 1/8-й финала, когда команда окончательно разрешила проблемы со спонсором.
Впервые с 2006 года в Высшую лигу попал напрямую чемпион Первой лиги — этой командой оказался «ГородЪ ПятигорскЪ». Напрямую попали в сезон и чемпионы Премьер-лиги «Минское море». По результатам фестиваля в Сочи, из Премьер-лиги были приглашены не только финалисты из Батайска и Кирова, но и три команды, сыгравшие в ней уже несколько сезонов: «ВиZиТ», ИНЖЭКОН и «Гураны».
В сезоне были представлены три новых КВНовских проекта. Команда «Красноярск» собрала КВНщиков, игравших за команды «ВИАсиПЕД», «Территория ИГРЫ» и «Малина». После распада команды «Байкал» некоторые бурятские КВНщики перешли в команду «Иркутск 350», после чего из названия исчезло слово «Иркутск» и она стала называться просто «350», в честь 350-летия города Иркутска и 350-летия добровольного присоединения Бурятии к России. Очередным новым проектом сезона стала Сборная Украины «Inter.ua», объединившая КВНщиков из команд «Винницкие перцы», «Остров Крым» (обе из Высшей лиги), «Первая столица» (из Высшей украинской лиги) и «Сборная блондинок Украины» (из Премьер-лиги). В составах более опытных команд тоже произошли перемены. В команду «Полиграф Полиграфыч» перешла Ольга Климентьева (Некрасова) из команды «7 холмов», в состав сборной МГИМО «Парапапарам» влилось двое участников новосибирской команды «Сердце Сибири», а «Дежа вю» играли без Надежды Ангарской, которая ушла в проект «Comedy Woman».
Сезон 2011 получил название «Гала-сезон», все игры были посвящены темам, которым уже посвящались игры или конкурсы в предыдущих сезонах лиги. Представление членов жюри на этот раз тоже было особенным — на первой игре каждого о нём был показан видеоролик. Ещё одна особенность сезона: на каждой игре (кроме финала) за одним из столиков жюри сидел бывший КВНщик.
В этом сезоне в КВН появился конкурс «СТЭМ со звездой», который стал неотъемлемой частью полуфинального этапа в последующих трёх сезонах.
За чемпионский титул в этом сезоне боролись самые опытные команды: «СОК» и «Станция Спортивная». Для обеих этот сезон был четвёртым. Москвичи ни разу не доходили до финала Высшей лиги, а команда из Самары, после удачного дебютного сезона, в котором она заняла третье место, не смогла вернуться в финал при двух последующих попытках. Конкуренцию им составили команды «Парапапарам» и «ГородЪ ПятигорскЪ», вытеснившие из борьбы финалистов предыдущего сезона, «25-ую». В итоге, чемпионом юбилейного сезона стала самарская команда.

## Состав
В сезон Высшей лиги 2011 были приглашены двадцать команд; позже к ним присоединилась «Станция Спортивная»:
1. 350 (Иркутск — Улан-Удэ) — полуфиналисты лиги Москвы и Подмосковья (под названием «Иркутск 350»)
2. ГородЪ ПятигорскЪ (Пятигорск) — чемпионы Первой лиги
3. Гураны (Чита) — четвертьфиналисты Премьер-лиги, чемпионы лиги «Азия» (под названием «Евразия»)
4. ИНЖЭКОН (Санкт-Петербург) — полуфиналисты Премьер-лиги
5. ВиZиТ (Москва) — полуфиналисты Премьер-лиги
6. Сборная Батайска (Батайск) — финалисты Премьер-лиги
7. Вятка (Киров) — вице-чемпионы Премьер-лиги
8. Минское море (Минск) — чемпионы Премьер-лиги
9. Красноярск (Красноярск) — новый проект красноярских КВНщиков из команд «Малина», «ВИАсиПЕД» и «Территория ИГРЫ»
10. Inter.ua (Винница — Харьков — Симферополь) — сборная Украины, состоящая из команд «Винницкие перцы», «Остров Крым», «Первая столица» и «Сборная блондинок Украины»
11. Парапапарам (Москва) — второй сезон в Высшей лиге
12. Сборная Чечни (Грозный) — второй сезон в Высшей лиге, финалисты Высшей украинской лиги
13. Астана.kz (Астана) — второй сезон в Высшей лиге (молодой состав команды), финалисты Высшей украинской лиги
14. Ботанический сад (Хабаровск) — третий сезон в Высшей лиге
15. Дежа вю (Нерюнгри) — третий сезон в Высшей лиге
16. Днепр (Днепропетровск) — второй сезон в Высшей лиге
17. Кефир (Нягань) — второй сезон в Высшей лиге
18. Станция Спортивная (Москва) — четвёртый сезон в Высшей лиге
19. Полиграф Полиграфыч (Омск) — третий сезон в Высшей лиге
20. 25-ая (Воронеж) — второй сезон в Высшей лиге
21. СОК (Самара) — четвёртый сезон в Высшей лиге

Чемпионом сезона стала команда КВН «СОК».

## Игры

### ⅛ финала
Первая ⅛ финала
- Дата игры: 13 февраля
- Тема игры: Античная история
- Команды: ГородЪ ПятигорскЪ (Пятигорск), Вятка (Киров), Парапапарам (Москва), Дежа вю (Нерюнгри), Полиграф Полиграфыч (Омск)
- Жюри: Леонид Якубович, Леонид Ярмольник, Андрей Макаревич, Константин Эрнст, Михаил Ефремов, Юлий Гусман
- Конкурсы: Приветствие («Пришёл, увидел…»), Триатлон («Загадки Сфинкса»), Музыкальное домашнее задание («Золотое руно»)

| Команда             | Приветствие | Триатлон | общий | МДЗ | Итого |
| ------------------- | ----------- | -------- | ----- | --- | ----- |
| ГородЪ ПятигорскЪ   | 5           | 0,9      | 5,9   | 5,8 | 11,7  |
| Вятка               | 4,8         | 0,7      | 5,5   | 5,2 | 10,7  |
| Парапапарам         | 4,8         | 1        | 5,8   | 5,2 | 11    |
| Дежа вю             | 4,7         | 0,6      | 5,3   | 4,7 | 10    |
| Полиграф Полиграфыч | 4           | 0,8      | 4,8   | 4,8 | 9,6   |

Результат игры:
1. ГородЪ ПятигорскЪ
2. Парапапарам
3. Вятка
4. Дежа вю
5. Полиграф Полиграфыч

- Игра была посвящена Античной истории — древним Египту, Греции и Риму. Первая 1/8-я финала 1994 года была посвящена этой теме (на этой игре дебютировал в жюри Леонид Якубович), как и Летний кубок 1997 года (тема «Золотого руна» взята из той игры).
- Специальным гостем в жюри на этой игре был Леонид Якубович, который играл за команду МИСИ 60-х годов.
- Полуфиналист предыдущего сезона «Полиграф Полиграфыч» занял в игре последнее место. Последними до них полуфиналистами, вылетевшими на первом этапе сезона, была Сборная ГУУ в 2009 году.
- На триатлоне произошёл инцидент, когда после шутки команды «Вятка» Константин Эрнст сказал, что сам её незадолго до этого рассказывал Маслякову. Как выяснилось, эту шутку двумя неделями ранее один из участников команды опубликовал в своём твиттере, и она быстро разошлась по интернету[8].
- На этой игре пятигорчане показали музыкальное домашнее задание о том, что было после возвращения Ясона к Медее, а кировская команда рассказала о мифах древней Вятки.
- В играх 1/8-й финала игрался триатлон по следующей схеме: сначала все команды играют разминку с жюри, после которой, одна команда выбывает, а остальные играют биатлон.
- В приветствии команды «Полиграф Полиграфыч» принял участие Анатолий Вассерман.

Вторая ⅛ финала
- Дата игры: 17 февраля
- Тема игры: Средневековая история
- Команды: Гураны (Чита), ВиZиТ (Москва), Астана.kz (Астана), Кефир (Нягань), Днепр (Днепропетровск)
- Жюри: Михаил Задорнов, Игорь Верник, Константин Эрнст, Михаил Ефремов, Юлий Гусман
- Конкурсы: Приветствие («Вызов брошен»), Триатлон («Круглый стол»), Музыкальное домашнее задание («Рыцарский турнир»)

| Команда   | Приветствие | Триатлон | общий | МДЗ | Итого |
| --------- | ----------- | -------- | ----- | --- | ----- |
| Гураны    | 4,8         | 0,8      | 5,6   | 5   | 10,6  |
| ВиZиТ     | 4,8         | 0,9      | 5,7   | 5   | 10,7  |
| Астана.kz | 4,4         | 0,6      | 5     | 5,2 | 10,2  |
| Кефир     | 5           | 1        | 6     | 6   | 12    |
| Днепр     | 4,2         | 0,7      | 4,9   | 4,6 | 9,5   |

Результат игры:
1. Кефир
2. ВиZиТ
3. Гураны
4. Астана.kz
5. Днепр

- Игра была посвящена Средним векам, как и вторая 1/8-я финала 1994 года.
- Специальным гостем в жюри на этой игре был Михаил Задорнов, который играл за команду РКИИГА 60-х годов.
- Ещё один полуфиналист прошлого сезона — «Днепр» — выбыл из сезона на стадии ⅛-й.
- На этой игре «Кефир» показали музыкальное домашнее задание о жизни обычной семьи в 90-х годах XIII века.
- «Кефир» набрали на этой игре 12 баллов из 12 возможных, и стали четвёртой командой, набравшей максимальное количество баллов за игру в Высшей лиге.

Третья ⅛ финала
- Дата игры: 26 февраля
- Тема игры: История Золотого века
- Команды: Минское море (Минск), Красноярск (Красноярск), Сборная Чечни (Грозный), 350 (Иркутск — Улан Удэ), СОК (Самара)
- Жюри: Валдис Пельш, Игорь Верник, Константин Эрнст, Михаил Ефремов, Юлий Гусман
- Конкурсы: Приветствие («Путешествие из (родного города) в Москву»), Триатлон («Ассамблея»), Музыкальное домашнее задание («Дела давно минувших дней, преданья старины глубокой…»)

| Команда       | Приветствие | Триатлон | общий | МДЗ | Итого |
| ------------- | ----------- | -------- | ----- | --- | ----- |
| Минское море  | 4,8         | 1        | 5,8   | 5,6 | 11,4  |
| Красноярск    | 4           | 0,6      | 4,6   | 5   | 9,6   |
| Сборная Чечни | 5           | 0,7      | 5,7   | 5,4 | 11,1  |
| 350           | 5           | 0,8      | 5,8   | 5,4 | 11,2  |
| СОК           | 5           | 0,9      | 5,9   | 6   | 11,9  |

Результат игры:
1. СОК
2. Минское море
3. 350
4. Сборная Чечни
5. Красноярск

- Игра была посвящена Золотому веку истории России, как и первый четвертьфинал 1994 года.
- Специальным гостем в жюри на этой игре был Валдис Пельш, который играл за команду МГУ.
- На этой игре «СОК» показали домашнее задание про Екатерину и фаворита Новосельцева.
- Своё домашнее задание «СОК» закончили словами «А ровно через девять руководителей к власти пришёл Горбачёв, но это уже совсем другая история», тем самым представив тему четвёртой игры.

Четвёртая ⅛ финала
- Дата игры: 19 марта
- Тема игры: Наша история
- Команды: ИНЖЭКОН (Санкт-Петербург), Сборная Батайска (Батайск), Ботанический сад (Хабаровск), Inter.ua (Винница — Харьков — Симферополь), 25-ая (Воронеж), Станция Спортивная (Москва)
- Жюри: Александр Гуревич, Игорь Верник, Леонид Ярмольник, Константин Эрнст, Михаил Ефремов, Юлий Гусман
- Конкурсы: Приветствие («Наш адрес не дом и не улица, наш адрес - Советский Союз!»), Триатлон («Трибуны Гласности»), Музыкальное домашнее задание («Русский рок»)

| Команда            | Приветствие | Триатлон | общий | МДЗ | Итого |
| ------------------ | ----------- | -------- | ----- | --- | ----- |
| ИНЖЭКОН            | 4,2         | 0,6      | 4,8   | 5   | 9,8   |
| Сборная Батайска   | 5           | 0,6      | 5,6   | 5   | 10,6  |
| Ботанический сад   | 5           | 0,9      | 5,9   | 6   | 11,9  |
| Inter.ua           | 5           | 0,8      | 5,8   | 5,3 | 11,1  |
| 25-ая              | 5           | 0,7      | 5,7   | 5,5 | 11,2  |
| Станция Спортивная | 5           | 1        | 6     | 6   | 12    |

Результат игры:
1. Станция Спортивная
2. Ботанический сад
3. 25-ая
4. Inter.ua
5. Сборная Батайска
6. ИНЖЭКОН

- Игра была посвящена Перестройке. В отличие от тем предыдущих игр, эта прежде не игралась в Высшей лиге (четвёртая игра сезона 1994 тоже была посвящена Советскому Союзу, но его ранней истории).
- Специальным гостем в жюри на этой игре был Александр Гуревич, который играл за команду МИСИ — первую команду возрождённого КВН.
- «25-ая» впервые за свои выступления в телевизионных лигах оказалась на непроходном месте и была добрана жюри, а «Ботанический сад» с третьей попытки смог пройти в четвертьфинал Высшей лиги.
- После проигрыша в этой игре сборная Батайска была приглашена в сезон Высшей украинской лиги[9], однако позже сезон лиги отменили, официально — из-за загруженности сотрудников, готовящихся к спецпроекту, посвящённому 50-летию КВН[10].
- Сборная Батайска на этой игре показала очередной номер из серии «В кабинете Владимира Владимировича Путина» — Путин открывал бутылку вина без штопора.
- На этой игре «Станция Спортивная» показала домашнее задание «Байкеры едут на рок-фестиваль».
- В приветствии команды «25-ая» на сцену вышли представители команд «Сборная Краснодарского края», «Триод и Диод», «Пирамида» и «СОК».
- «Станция Спортивная» набрала на этой игре 12 баллов из 12 возможных, и стала пятой командой, набравшей максимальное количество баллов за игру в Высшей лиге.

По завершении четвёртой игры жюри добрало ещё четыре команды: Вятка (первая игра), 350 (третья игра), Сборная Чечни (третья игра), 25-ая (четвёртая игра). Сразу после игры председатель жюри Константин Эрнст решил добрать ещё одну команду из четвёртой игры — Inter.ua.
Ночью с 31 марта по 1 апреля сразу на нескольких интернет-ресурсах, а также в фанатских группах в сети «ВКонтакте» появилась информация о том, что команды «ВиZиТ» и «Парапапарам» объединяются в одну, и новая сборная будет играть во втором четвертьфинале, но новость оказалась первоапрельским розыгрышем.

### Четвертьфиналы
Первый четвертьфинал
- Дата игры: 15 апреля
- Тема игры: Шерлок Холмс
- Команды: Минское море (Минск), Кефир (Нягань), 350 (Иркутск — Улан Удэ), Станция Спортивная (Москва)
- Жюри: Сергей Светлаков, Леонид Ярмольник, Константин Эрнст, Михаил Ефремов, Юлий Гусман
- Конкурсы: Приветствие («Элементарно, Ватсон!»), Комбинированная разминка («Дедуктивный метод»), СТЭМ («Однажды на Бейкер-Стрит»), Конкурс одной песни («Музыкальный детектив»)

| Команда            | Приветствие | Разминка | общий | СТЭМ | общий | КОП | Итого |
| ------------------ | ----------- | -------- | ----- | ---- | ----- | --- | ----- |
| Минское море       | 4,6         | 1        | 5,6   | 3    | 8,6   | 3,6 | 12,2  |
| Кефир              | 5           | 0,6      | 5,6   | 4    | 9,6   | 4   | 13,6  |
| 350                | 4,2         | 0,4      | 4,6   | 3,2  | 7,8   | 3,8 | 11,6  |
| Станция Спортивная | 4,8         | 0,8      | 5,6   | 4    | 9,6   | 4   | 13,6  |

Результат игры:
1. Кефир; Станция Спортивная
2. Минское море
3. 350

- Игра была посвящена книгам Артура Конана Дойла о Шерлоке Холмсе. Эта тема прежде не игралась в Высшей лиге, однако второй полуфинал сезона 1989 был посвящён детективам, и на разминке команды задавали вопросы в стиле Шерлока Холмса и доктора Ватсона.
- Специальным гостем в жюри на этой игре был Сергей Светлаков, который играл за команду «Уральские пельмени».
- В четвертьфиналах команды играли комбинированную разминку в три круга: первый круг — обычная разминка, в которой команды отвечают на вопросы с билетов; второй круг — музыкальная разминка, в которой нужно придумать смешное продолжение строкам популярных песен; третий круг — биатлон.
- На этой игре «Станция Спортивная» показала СТЭМ «Ограбление квартиры» и конкурс одной песни о реформе МВД («Ментстрит Бойз», пародия на песню «Everybody» группы Backstreet Boys).
- В составе команды «Кефир» выступили будущие участники команды «Союз» — Кирилл Коковкин (голос за кадром) и Айдар Гараев (выступал на сцене)[16].
- Конкурс одной песни команды «350» практически не содержал написанного командой текста, а по большей части состоял из повторения одного куплета из песни Родиона Газманова «Люси».

Второй четвертьфинал
- Дата игры: 20 апреля
- Тема игры: Произведения Ильи Ильфа и Евгения Петрова
- Команды: ГородЪ ПятигорскЪ (Пятигорск), ВиZиТ (Москва), Сборная Чечни (Грозный), Ботанический сад (Хабаровск)
- Жюри: Михаил Марфин, Леонид Ярмольник, Игорь Верник, Константин Эрнст, Михаил Ефремов, Юлий Гусман
- Конкурсы: Приветствие («В уездном городе N…»), Комбинированная разминка («Утром — деньги, вечером — стулья»), СТЭМ («Ключ от квартиры, где деньги лежат»), Конкурс одной песни («Нет, это не Рио-де-Жанейро!»)

| Команда           | Приветствие | Разминка | общий | СТЭМ | общий | КОП | Итого |
| ----------------- | ----------- | -------- | ----- | ---- | ----- | --- | ----- |
| ГородЪ ПятигорскЪ | 5           | 0,4      | 5,4   | 4    | 9,4   | 4   | 13,4  |
| ВиZиТ             | 4,3         | 1        | 5,3   | 3,2  | 8,5   | 4   | 12,5  |
| Сборная Чечни     | 4,3         | 0,8      | 5,1   | 3,8  | 8,9   | 4   | 12,9  |
| Ботанический сад  | 4,2         | 0,6      | 4,8   | 3    | 7,8   | 4   | 11,8  |

Результат игры:
1. ГородЪ ПятигорскЪ
2. Сборная Чечни
3. ВиZиТ
4. Ботанический сад

- Игра была посвящена книгам Ильфа и Петрова «Двенадцать стульев» и «Золотой телёнок». Этим произведениям были посвящены 3-й полуфинал 1989 года и 2-й полуфинал 1997 года, причём тема приветствия взята из игры 1989 года, а КОПа — из игры 1997-го.
- Специальным гостем в жюри на этой игре был Михаил Марфин, который играл за команду МХТИ, а также долгое время был редактором Высшей лиги КВН.
- Из-за технического брака съёмки команда «Виzит» закрывала игру дважды — после слов жюри они вновь показали свой конкурс одной песни (жюри занесли оценки за КОП в компьютеры до второго показа номера москвичей)[17].
- На этой игре пятигорчане показали СТЭМ о жизни потомка Мадам Грицацуевой и конкурс одной песни «Кафе „Рио-де-Жанейро“».
- В приветствии команды «Ботанический сад» приняла участие Сати Казанова.

Третий четвертьфинал
- Дата игры: 18 мая
- Тема игры: Произведения Михаила Булгакова
- Команды: Вятка (Киров), Inter.ua (Винница — Харьков — Симферополь), Парапапарам (Москва), 25-ая (Воронеж), СОК (Самара)
- Жюри: Михаил Галустян, Леонид Ярмольник, Игорь Верник, Константин Эрнст, Михаил Ефремов, Юлий Гусман
- Конкурсы: Приветствие («Команда КВН меняет профессию»), Комбинированная Разминка («Рукописи не горят»), СТЭМ («Обман публики»), Конкурс одной песни («Мастер и Маргарита»)

| Команда     | Приветствие | Разминка | общий | СТЭМ | общий | КОП | Итого |
| ----------- | ----------- | -------- | ----- | ---- | ----- | --- | ----- |
| Вятка       | 4,7         | 0,4      | 5,1   | 3,8  | 8,9   | 3,7 | 12,6  |
| Inter.ua    | 4,7         | 0,8      | 5,5   | 3,2  | 8,7   | 3,5 | 12,2  |
| Парапапарам | 5           | 0,6      | 5,6   | 3,3  | 8,9   | 3,7 | 12,6  |
| 25-ая       | 4,7         | 1        | 5,7   | 4    | 9,7   | 4   | 13,7  |
| СОК         | 4,7         | 0,4      | 5,1   | 3,5  | 8,6   | 4   | 12,6  |

Результат игры:
1. 25-ая
2. Парапапарам; СОК; Вятка
3. Inter.ua

- Игра была посвящена книгам Булгакова, как и второй полуфинал 1991 года. Та игра вошла в историю, как последняя игра КВН, сыгранная в СССР.
- Специальным гостем в жюри на этой игре был Михаил Галустян, который играл за команду «Утомлённые солнцем».
- Из-за ничьей на втором месте в полуфиналах оказалось 8 команд, а не 6, как планировалось ранее.
- На этой игре «25-ая» показала СТЭМ «Телемастер и Маргарита» и конкурс одной песни «Песня последнего года».
- На этой игре «Вятка» показала конкурс одной песни о группе «Кар-Мэн» на балу у Воланда, «СОК» спародировали Джона Леннона и Йоко Оно и переделали песню «Imagine», а «Парапапарам» спародировали песню Хью Лори «All We Need to Do Is…»

### Полуфиналы
Первый полуфинал
- Дата игры: 30 сентября
- Тема игры: Наука
- Команды: Кефир (Нягань), Станция Спортивная (Москва), СОК (Самара), Вятка (Киров)
- Жюри: Михаил Шац, Леонид Ярмольник, Константин Эрнст, Михаил Ефремов, Юлий Гусман
- Конкурсы: Приветствие («Науки юношей питают»), Комбинированная разминка («Научный симпозиум»), СТЭМ (со звездой) («Научный эксперимент»), Конкурс одной песни («Формула успеха»)

| Команда            | Приветствие | Разминка | общий | СТЭМ | общий | КОП | Итого |
| ------------------ | ----------- | -------- | ----- | ---- | ----- | --- | ----- |
| Кефир              | 4,4         | 0,6      | 5     | 3,2  | 8,2   | 4   | 12,2  |
| Станция Спортивная | 4           | 1        | 5     | 4    | 9     | 4   | 13    |
| СОК                | 4,2         | 0,8      | 5     | 4    | 9     | 3,6 | 12,6  |
| Вятка              | 3,8         | 0,4      | 4,2   | 3,6  | 7,8   | 3,6 | 11,4  |

Результат игры:
1. Станция Спортивная
2. СОК
3. Кефир
4. Вятка

- Игра была приурочена к 300-летию Ломоносова и посвящена науке. Этой теме были посвящены финал сезона 1987/1988 и первая полуфинальная серия сезона 2003.
- Специальным гостем в жюри на этой игре был Михаил Шац, который играл за ленинградские команды 1 ЛМИ и ЛФЭИ.
- Во втором конкурсе игрались капитанский, биатлон и разминка. Капитанский конкурс (первую часть разминки) играли: Дмитрий Бушуев («Вятка»), Аркадий Шестаков («Кефир»), Дмитрий Колчин («СОК»), Дмитрий Кожома («Станция Спортивная»).
- Несмотря на то, что капитаном «Станции Спортивной» считается Иван Пышненко (которого неоднократно так представляли во время ранних выступлений команды), капитанский конкурс играл Дмитрий Кожома. Команда заявила, что у них уже нет постоянного капитана и капитанский конкурс может сыграть любой член команды[18].
- В СТЭМе со звездой с командами играли: Дмитрий Губерниев за «Кефир», Дана Борисова за «Вятку», Юлия Ковальчук за «Станцию Спортивную», Николай Басков за «СОК»[19].
- В своём приветствии команда «Станция Спортивная» показала номер «Али Гаджибеков в спортивном магазине»[20], после которого команда была приглашена на базу махачкалинского «Анжи» в Кратово, где КВНщики встретились с футболистами, и в частности с самим Гаджибековым[21].

Второй полуфинал
- Дата игры: 21 октября
- Тема игры: Мультфильмы
- Команды: ГородЪ ПятигорскЪ (Пятигорск), 25-ая (Воронеж), Сборная Чечни (Грозный), Парапапарам (Москва)
- Жюри: Сергей Белоголовцев, Леонид Ярмольник, Константин Эрнст, Михаил Ефремов, Юлий Гусман
- Конкурсы: Приветствие («Микки-Маус и все, все, все»), Комбинированная разминка («Остров сокровищ»), СТЭМ (со звездой) («Какие люди в Голливуде»), Конкурс одной песни («Алиса в стране чудес»)

| Команда           | Приветствие | Разминка | общий | СТЭМ | общий | КОП | Итого |
| ----------------- | ----------- | -------- | ----- | ---- | ----- | --- | ----- |
| ГородЪ ПятигорскЪ | 4,6         | 0,4      | 5     | 3,8  | 8,8   | 4   | 12,8  |
| 25-ая             | 4,2         | 1        | 5,2   | 4    | 9,2   | 3,4 | 12,6  |
| Сборная Чечни     | 4,2         | 0,6      | 4,8   | 3,8  | 8,6   | 3,4 | 12    |
| Парапапарам       | 5           | 0,8      | 5,8   | 4    | 9,8   | 4   | 13,8  |

Результат игры:
1. Парапапарам
2. ГородЪ ПятигорскЪ
3. 25-ая
4. Сборная Чечни

- Игра была приурочена к юбилею Уолта Диснея и посвящена мультфильмам. Этой теме был посвящён второй четвертьфинал сезона 1997 (игра под названием «38 попугаев»). Тема СТЭМа взята из музыкального конкурса второго полуфинала 1995 года.
- Специальным гостем в жюри на этой игре был Сергей Белоголовцев, который играл за команду МАГМА.
- Капитанский конкурс (первую часть разминки) играли: Иван Абрамов (МГИМО), Ольга Картункова (Пятигорск), Ислам Кантаев (Чечня), Юлия Ахмедова (Воронеж). Впервые капитанский конкурс играли две девушки.
- В СТЭМе со звездой с командами играли: Дмитрий Нагиев за «Парапапарам»[22], Ксения Собчак за Сборную Чечни, Сергей Глушко за «25-ую», Сергей Жуков за «ГородЪ ПятигорскЪ».[23]
- Команда «25-ая» впервые с 2006 года не смогла дойти до финала лиги, в которой играла.
- На этой игре «ГородЪ ПятигорскЪ» показали конкурс одной песни про «шалаву Зинаиду», а «Парапапарам» — номер «Бла-бла», о том, как все люди, от школьника до президента, врут.
- Победителями обоих полуфиналов стали московские команды

### Финал
- Дата игры: 16 декабря
- Тема игры: Миг между прошлым и будущим
- Команды: ГородЪ ПятигорскЪ (Пятигорск), Парапапарам (Москва), Станция Спортивная (Москва), СОК (Самара)
- Жюри: Дмитрий Нагиев, Леонид Ярмольник, Игорь Верник, Константин Эрнст, Михаил Ефремов, Юлий Гусман
- Конкурсы: Приветствие («С элементами ретро»), Комбинированная разминка («В стиле диско»), Музыкальное домашнее задание («С элементами будущего»)

| Команда            | Приветствие | Разминка | общий | МДЗ | Итого |
| ------------------ | ----------- | -------- | ----- | --- | ----- |
| ГородЪ ПятигорскЪ  | 4,7         | 4,5      | 9,2   | 6   | 15,2  |
| Парапапарам        | 4,7         | 3,8      | 8,5   | 5,8 | 14,3  |
| Станция Спортивная | 4,7         | 4,8      | 9,5   | 7   | 16,5  |
| СОК                | 4,7         | 5,2      | 9,9   | 6,8 | 16,7  |

Результат игры:
1. СОК
2. Станция Спортивная
3. ГородЪ ПятигорскЪ
4. Парапапарам

Команда КВН «СОК» стала чемпионом Высшей лиги сезона 2011 года.
- Специальным гостем в жюри на этой игре был Дмитрий Нагиев, участвовавший в СТЭМе команды «Парапапарам» в полуфинале. До этого Нагиев уже сидел в жюри Премьер-лиги на финальной игре 2009 года (в которой «Парапапарам» стали чемпионами).
- В этой игре встретились три чемпиона Премьер-лиги: «Станция Спортивная», «СОК» и «Парапапарам», и один чемпион Первой лиги — «ГородЪ ПятигорскЪ». К тому же, «Станция Спортивная» является ещё и чемпионом Высшей украинской лиги.
- На этой игре «Станция Спортивная» показала музыкальное домашнее задание «КВН в 2061 году».
- Команда «СОК» показала в домашнем задании номера «„Ирония судьбы“ в разных странах», «Простоквашино в будущем» и «Прощание Колчина и Медведева с Москвой» (в последнем номере принял участие Антон Сасин из команды «ПриМа»).
- Разминка состояла из трёх частей: классическая разминка, фоторазминка и песенная разминка.
- На этой игре Игорь Верник выходил на сцену три раза: первый раз в номере Пятигорска про то, как он ждёт приглашения в жюри; второй раз со всеми членами жюри в приветствии «СОКа»; в третий раз на разминке, когда у него появился собственный ответ на музыкальный вопрос «СОКа».
- Ответом Игоря Верника на музыкальный вопрос «СОКа»: «Розовый фламинго — дитя заката…» был «В этом клипе снялся я когда-то». На самом деле, Верник снимался не в этом клипе Алёны Свиридовой, а в клипе на песню «Никто — никогда».
- Впервые в финале Высшей лиги встретились две команды из одного города («Парапапарам» и «Станция Спортивная», обе из Москвы).

## Члены жюри
В сезоне 2011 игры Высшей лиги КВН судили 16 человек.
10 игр
- Юлий Гусман
- Михаил Ефремов
- Константин Эрнст

8 игр
- Леонид Ярмольник

6 игр
- Игорь Верник

1 игра
- Сергей Белоголовцев
- Михаил Галустян
- Александр Гуревич
- Михаил Задорнов
- Андрей Макаревич
- Михаил Марфин
- Дмитрий Нагиев
- Валдис Пельш
- Сергей Светлаков
- Михаил Шац
- Леонид Якубович

## Видео
- Первая 1/8-я финала
- Вторая 1/8-я финала
- Третья 1/8-я финала
- Четвёртая 1/8-я финала
- Первый четвертьфинал
- Второй четвертьфинал
- Третий четвертьфинал
- Первый полуфинал
- Второй полуфинал
- Финал